# Вооружённые силы Мальты

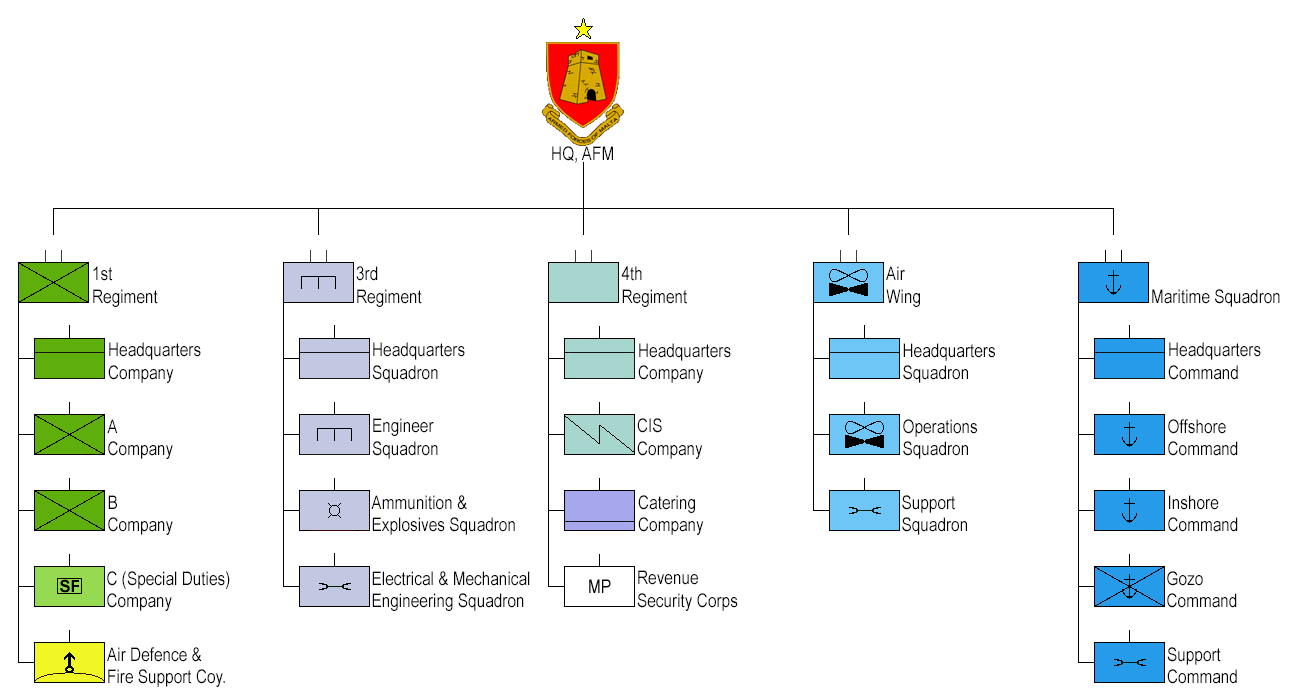
Структура Вооружённых Сил Мальты.

Вооружённые силы Мальты (англ. Armed Forces of Malta, мальт. Forzi Armati ta' Malta)— военная организация, сформированная для военной защиты государства Мальта от внутренних и внешних опасностей.
Мальта не является членом НАТО.
Военный бюджет $42 млн.

## Боевой состав
- пехотный полк
  - 2 пехотные роты
  - 1 рота специального назначения
  - рота поддержки и ПВО
  - штабная рота
- инженерный полк
- полк связи
- авиационное крыло
- 8 патрульных катеров

## Сухопутные войска
Сухопутные силы Мальты составляют полноценную пехотную бригаду, состоящую из трех батальонов. Солдаты и офицеры соединения вооружены итальянскими пистолетами Beretta 92, немецкими пистолетами-пулеметами Heckler & Koch MP5, бельгийскими автоматическими винтовками FN FAL и ручными пулеметами FN Minimi. Артиллерия Мальты представлена исключительно зенитными орудиями малого калибра. Зенитчики этой страны пользуются 40-мм шведскими пушками Bofors 40, а также советскими установками ЗПУ-4. Также на вооружении сухопутных войск Мальты имеется один Т-34.

### Знаки различия

#### Генералы и офицеры
| Категории               | Генералы      | Старшие офицеры | Старшие офицеры    | Старшие офицеры | Младшие офицеры | Младшие офицеры   | Младшие офицеры   |
| ----------------------- | ------------- | --------------- | ------------------ | --------------- | --------------- | ----------------- | ----------------- |
|                         |               |                 |                    |                 |                 |                   |                   |
| Мальтийское звание      | Brigadier     | Colonel         | Lieutenant Colonel | Major           | Captain         | Lieutenant        | Second lieutenant |
| Российское соответствие | Генерал-майор | Полковник       | Подполковник       | Майор           | Капитан         | Старший лейтенант | Лейтенант         |

#### Сержанты и солдаты
| Категории               | Подофицеры            | Подофицеры              | Сержанты и старшины     | Сержанты и старшины | Сержанты и старшины | Сержанты и старшины | Солдаты         | Солдаты |
| ----------------------- | --------------------- | ----------------------- | ----------------------- | ------------------- | ------------------- | ------------------- | --------------- | ------- |
|                         |                       |                         |                         |                     |                     |                     |                 | нет     |
| Мальтийское звание      | Senior Sergeant Major | Warrant Officer Class 1 | Warrant Officer Class 2 | Staff Sergeant      | Sergeant            | Bombadier           | Lance Bombadier | Gunner  |
| Российское соответствие | Старший прапорщик     | Прапорщик               | Старшина                | Старший сержант     | Сержант             | Младший сержант     | Ефрейтор        | Рядовой |

## Военно-воздушные силы
ВВС Мальты используются исключительно для поисково-спасательных операций на море и не имеют ударного компонента. Являются самыми маленькими по своему размеру ВВС в мире.

## Военно-морские силы

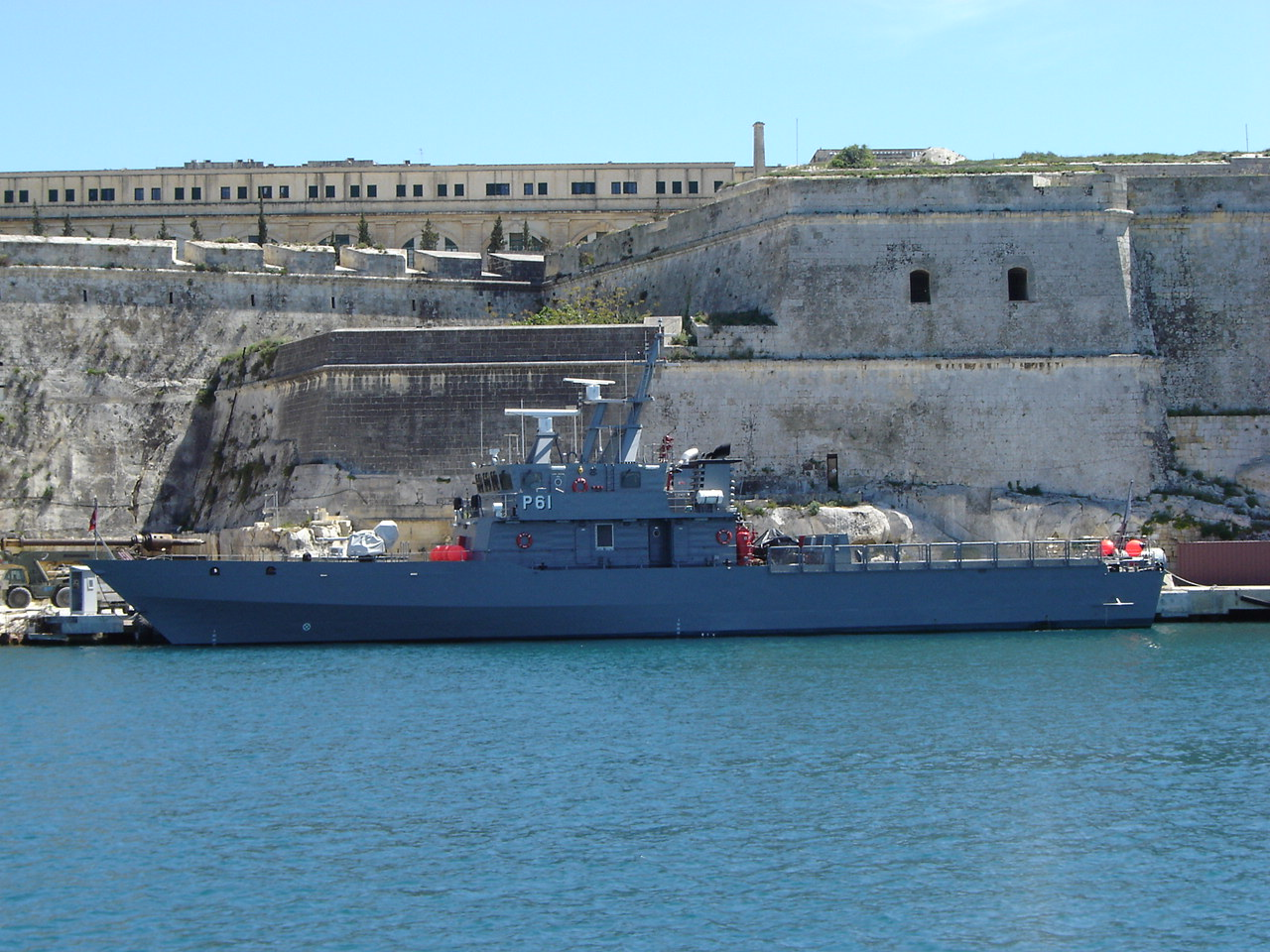
Патрульный катер класса «Дичиотти» (P-61)

Морской компонент ВСМ в составе дивизиона патрульных катеров (ПКА) обеспечивает решение ряда задач: осуществляет круглосуточное наблюдение и проведение спасательных операций; координирует деятельность в пределах области поиска и спасания (Malta SAR Region — SRR) с использованием национальных и международных сил и средств; проводит специальные морские операции в радиусе 150 км вокруг островов; мониторинг обстановки на море (Generating Maritime Domain Awareness -MDA)3.
Дивизион патрульных катеров состоит из: штаб-квартиры командования, 1-, 2- и 3-й групп патрульных катеров, группы малых ПКА, команды о-ва Гозо и команды обеспечения.
Штаб-квартира командования отвечает за боеготовность дивизиона, поставку и закупку всех ГСМ, боеприпасов, сырья и материалов, необходимых для обеспечения деятельности ПКА.
Морская команда (Offshore Command) в составе 1-й и 2-й группы ПКА обеспечивает безопасность морского пространства на расстоянии, значительно удаленном от береговой линии. Она состоит из трех морских судов, одного патрульного корабля типа «Дичиотти» Р61 с вертолетной площадкой на борту, а также двух сторожевых ПКА класса «Протектор» (Р51 и Р52).
3-я группа патрульных катеров (Inshore Command) выполняет задачи в непосредственной близости от береговой линии и имеет в своем составе три подразделения: патрулирования, поиска и спасения и быстрого реагирования.
Команда обеспечения (Support Command) следит за исправностью технических средств, отвечает за поддержания требуемого уровня эксплуатационной готовности всех морских судов в мирное и военное время.
Команда о. Гозо (G Command) предназначена для немедленного и оперативного реагирования на изменение обстановки на острове. В ней две группы: сухопутная и морская. Сухопутная состоит из взвода, обеспечивающего защиту и территориальную целостность острова, в задачу которого входит также оказание помощи мальтийской полиции и другим государственным ведомствам. Морская группа представлена тремя экипажами, несущими службу на ПКА класса «Бремсе» (базируются в порту этого острова).

### Флаги кораблей и судов
| Флаг | Гюйс | Вымпел боевых кораблей |
| ---- | ---- | ---------------------- |
|      |      | нет данных             |

### Знаки различия

#### Адмиралы и офицеры
| Категории               | Адмиралы      | Старшие офицеры    | Старшие офицеры    | Старшие офицеры    | Младшие офицеры   | Младшие офицеры   | Младшие офицеры   |
| ----------------------- | ------------- | ------------------ | ------------------ | ------------------ | ----------------- | ----------------- | ----------------- |
|                         |               |                    |                    |                    |                   |                   |                   |
| Мальтийское звание      | Brigadier     | Colonel            | Lieutenant Colonel | Major              | Captain           | Lieutenant        | Second lieutenant |
| Российское соответствие | Контр-адмирал | Капитан 1-го ранга | Капитан 2-го ранга | Капитан 3-го ранга | Капитан-лейтенант | Старший лейтенант | Лейтенант         |

#### Сержанты и матросы
| Категории               | Подофицеры              | Сержанты и старшины          | Сержанты и старшины | Сержанты и старшины    | Сержанты и старшины    | Матросы         | Матросы |
| ----------------------- | ----------------------- | ---------------------------- | ------------------- | ---------------------- | ---------------------- | --------------- | ------- |
|                         |                         |                              |                     |                        |                        |                 | нет     |
| Мальтийское звание      | Warrant Officer Class 1 | Warrant Officer Class 2      | Staff Sergeant      | Sergeant               | Bombadier              | Lance Bombadier | Gunner  |
| Российское соответствие | Мичман                  | Главный корабельный старшина | Главный старшина    | Старшина первой статьи | Старшина второй статьи | Старший матрос  | Матрос  |

## Оркестр вооружённых сил Мальты — Mehter
Оркестр вооружённых сил Мальты, который был прежде известен как Королевский Мальтийский Оркестр Артиллерии, был основан много лет назад. Оркестр сопровождал британские войска, дислоцированные на Мальте. В течение 1942 года, вследствие военных обстоятельств, оркестр был подчинён Королевской Мальтийской Артиллерии.
Когда Королевская Мальтийская Артиллерия (наряду с Королевским Мальтийским Оркестром Артиллерии) перестала быть частью британской Армии в сентябре 1970 года, они стали подчиняться мальтийскому правительству.
Оркестр состоит из 43 музыкантов и управляется Арт-Директором.